# Wolff Schmiegel
Wolff Schmiegel (* 25. September 1951 in Wanne-Eickel) ist ein deutscher Facharzt für Innere Medizin, Gastroenterologie, Endokrinologie, Hämatologie/internistische Onkologie, Direktor der Medizinischen Klinik am Universitätsklinikum Knappschaftskrankenhaus Bochum bis zu seinem Ruhestand 2019 und von 2002 bis 2019 auch Leiter der Abteilung Gastroenterologie/Hepatologie am Universitätsklinikum Bergmannsheil Bochum.

## Leben
Schmiegel studierte von 1970 bis 1977 an der Universität Löwen/Belgien, an der Ruhr-Universität Bochum und der Rheinischen Friedrich-Wilhelms-Universität Bonn Medizin. Die Promotion erfolgte 1978 an der Universität Essen. Er war von 1978 bis 1990 wissenschaftlicher Assistent an der Medizinischen Klinik, UKE Hamburg und erlangte die Anerkennung als Arzt für Innere Medizin. Er wurde 1988 für das Fach Innere Medizin, UKE Hamburg, habilitiert. Nach seiner Anstellung als Oberarzt der I. Medizinischen Universitätsklinik und Poliklinik am Universitätsklinikum Hamburg-Eppendorf (UKE) erfolgte 1993 die Berufung auf eine C3-Professur (Gastroenterologie/ Hepatologie/gastroenterologische Onkologie) durch die Universität Hamburg sowie nachfolgend eine Berufung als Universitätsprofessor und Direktor der Medizinischen Universitätsklinik Knappschaftskrankenhaus, Ruhr-Universität Bochum und 2002 als Direktor der Abteilung für Gastroenterologie/Hepatologie am Berufsgenossenschaftlichen Universitätsklinikum Bergmannsheil bis zu seiner Emeritierung 2019. Von 1999 bis 2003 und von 2007 bis 2009 war er ärztlicher Direktor der Universitätsklinik Knappschaftskrankenhaus Bochum.

## Klinisch-wissenschaftliche Schwerpunkte
Von 1978 bis 1981 arbeitete Schmiegel in der Abteilung für Klinische Immunologie am Universitätskrankenhaus Eppendorf an einem tumorimmunologischen wissenschaftlichen Schwerpunkt mit der Generierung tumorspezifischer monoklonaler Antikörper gegen Pankreaskarzinom- und Kolonkarzinom-Zellstrukturen. Ein anti EGF-Rezeptorspezifischer monoklonaler Antikörper konnte zunächst präklinisch und nachfolgend auch erstmals klinisch bei Pankreaskarzinompatienten eingesetzt werden.
1999 koordinierte Schmiegel die erste onkologische S3-evidenzbasierte Leitlinie Kolorektales Karzinom, welche die Grundlage für die Einführung der Dickdarmkrebs-Vorsorge- und -Früherkennungskolonoskopie (2002)  durch den GBA war. Es folgte die Fortführung klinischer Therapiestudien bei gastrointestinalen Tumoren sowie Arbeiten zur Verbesserung der Dickdarmkrebs-Früherkennung und der Erkennung von Risikopatienten als Zentrum für familiär vererbten Darmkrebs der Deutschen Krebshilfe. Prognostische und prädiktive Biomarker für gastroenterologische Tumorerkrankungen konnten identifiziert und deren klinischer Einsatz auch mit der sog. Liquid Biopsy erprobt werden.

## Positionen
- 2016–2024 Kuratorium – Stiftung Deutsche Krebshilfe
- 2016–2019 Vorstand – Landeskrebsgesellschaft NRW
- 2012–2016 Präsident – Deutsche Krebsgesellschaft
- 2012–2019 Vorstand – European Society of Digestive Oncology (ESDO)
- 2011 – Fellow – American Gastroenterological Association (AGAF)
- 2010 Kongresspräsident der Deutschen Krebsgesellschaft
- 2009–2012 Mitglied des Scientific Committee – United European Gastroenterology Foundation (UEGF)
- 2009–2012  Generalsekretär – European Society of Digestive Oncology (ESDO), sowie Mitglied des Scientific Committee der United European Gastroenterology Foundation (UEGF)
- 2009–2017  Steuerkreis – Nationaler Krebsplan (BMG, DKG, DKH, ADT)
- 2008–2016 Vorstand – Deutsche Krebsgesellschaft
- 2007 Präsident – Deutsche Gesellschaft für Gastroenterologie, Verdauungs- und Stoffwechselkrankheiten
- 2006–2012 Councilor –  UEGF
- 2005–2017 Wissenschaftlicher Beirat – IZKF Universitätsklinik Erlangen
- 2003–2007 Lenkungsausschuss des Nationalen Genom-Forschungsnetzes
- 2001–2004 Senatsausschuss der DFG für Sonderforschungsbereiche.
- 1998–2010 Sekretär und Vorstandsmitglied – Deutsche Gesellschaft für Gastroenterologie, Verdauungs- und Stoffwechselkrankheiten (DGVS)
- 1993–2015 Beirat – Deutsche Gesellschaft für Gastroenterologie, Verdauungs- und Stoffwechselkrankheiten (DGVS)
- 1993–2000 Sprecher der Arbeitsgemeinschaft Gastroenterologische Onkologie der DGVS[1]

## Ehrungen und Auszeichnungen
- E. Konjetzny Preis der Hamburger Krebsgesellschaft (1988)
- Dr.-Martini-Preis der Dr.Martini-Stiftung Universitätsklinikum Hamburg (1989)
- Stiftung zur Förderung der Innovation in Wissenschaft und Forschung NRW Preis (1994)
- Charles Moertel Award in Digestive Oncology (International Digestive Cancer Alliance / World Gastroenterology Organisation) (2007)
- Felix Burda Award (2014)[4][1]
- Thannhauser Medaille(2018) der Deutschen Gesellschaft für Gastroenterologie, Verdauungs- und Stoffwechselkrankheiten(DGVS)

## Mitgliedschaften in wissenschaftlichen Fachgesellschaften
- Deutsche Gesellschaft für Gastroenterologie, Verdauungs- und Stoffwechselkrankheiten(DGVS),
- Deutsche Gesellschaft für Innere Medizin (DGIM),
- American Gastroenterological Association (AGA) Fellow (AGAF),
- American Society of Clinical Oncology (ASCO),
- European Society of Digestive Oncology (ESDO),
- European Society of Medical Oncology (ESMO),
- Deutsche Krebsgesellschaft (DKG/AIO): Präsident der DKG von 2012 bis 2016.

## Publikationen
Schmiegel veröffentlichte bis Juli 2017 ca. 600 medizinische Fachartikel und ist Mitherausgeber zweier Standardwerke zu Innerer Medizin und Gastroenterologie.
Bücher
- G. Adler, C. Beglinger, M. P. Manns, S. Müller-Lissner, W. Schmiegel (Hrsg.): Klinische Gastroenterologie und Stoffwechsel. Springer, 2000/2014.
- M. Böhm, M. Hallek, W. Schmiegel (Hrsg.): Innere Medizin. Elsevier, 2009.

Wissenschaftliche Fachartikel
- PubMed Publikationsliste: Schmiegel W
- Publikationsliste ResearchGate: Wolff Schmiegel